# Uvarus quadrilineatus
Uvarus quadrilineatus är en skalbaggsart som först beskrevs av Zimmermann 1923.  Uvarus quadrilineatus ingår i släktet Uvarus och familjen dykare. Inga underarter finns listade i Catalogue of Life.